# Gaetano Braga
Gaetano Braga, född den 9 juni 1829 i Giulianova, död den 20 november 1907 i Milano, var en italiensk musiker.
Braga var en omtyckt violoncellvirtuos och kompositör i Florens (tonsatte sånger, orkestersaker och operor).

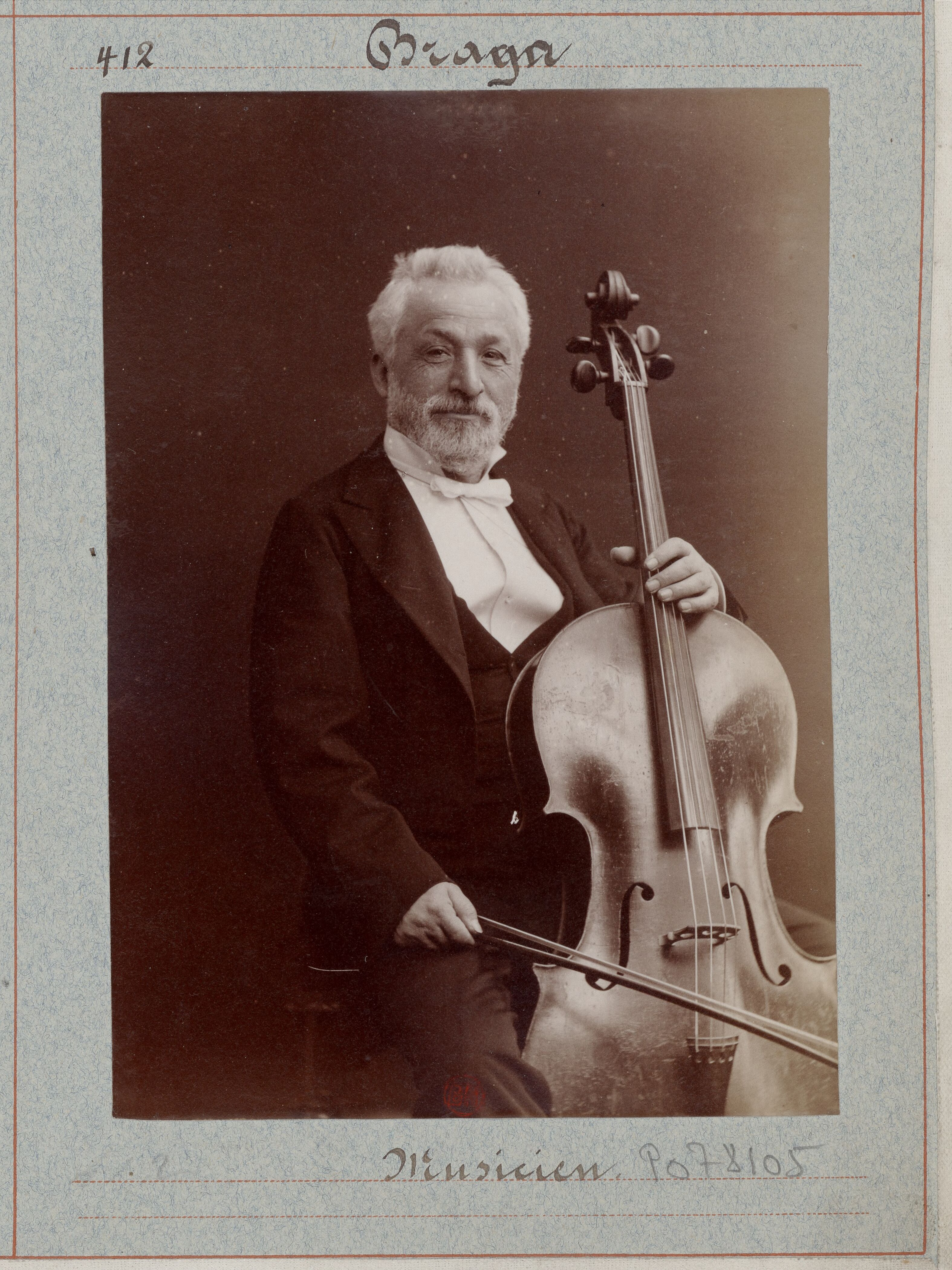
Braga i äldre år med sin cello